# Wagharszapat FA
Wagharszapat (orm. „Վաղարշապատ“ Ֆուտբոլային Ակումբ, "Wagharszapat" Futbolajin Akumby) – ormiański klub piłkarski z siedzibą w miejscowości Wagharszapat.

## Historia
Chronologia nazw:
- 1967–1988: Araks Eczmiadzyn (orm. «Արաքս» Էջմիածին)
- 1988–1993: Zwartnoc Eczmiadzyn (orm. «Զվարթնոց» Էջմիածին)
- 1993–1997: 	SKA-Araj Eczmiadzyn (orm. «ԲՄԱ-Առաւ» Էջմիածին)
- 2003–2005: Wagharszapat Eczmiadzyn (orm. «Վաղարշապատ» Էջմիածին)

Klub Piłkarski Araks Eczmiadzyn został założony w 1967 roku. W 1968 debiutował w Klasie B, rosyjskiej strefie 4 Mistrzostw ZSRR, w której zajął 4. miejsce. Jednak potem występował w rozgrywkach amatorskich. W 1988 zmienił nazwę na Zwartnoc Eczmiadzyn. Ostatnie dwa sezony Mistrzostw ZSRR (1990-1991) grał w Drugiej Niższej Lidze.
Po uzyskaniu przez Armenię niepodległości w 1992 debiutował w najwyższej lidze Armenii. W 1993 zmienił nazwę na SKA-Araj Eczmiadzyn. W 1994 zajął przedostatnie 14. miejsce i spadł do Aradżin chumb, w której występował do 1997. Potem nie przystąpił do rozgrywek i został rozwiązany.
Dopiero w 2003 został odrodzony jako Wagharszapat Eczmiadzyn i startował w Aradżin chumb. Po trzech sezonach gry w 2005 klub został ponownie rozwiązany.

## Sukcesy
- Klasa B ZSRR, rosyjska strefa 4: 4. miejsce (1968)
- Mistrzostwo Armenii: 10. miejsce (1992)
- Puchar Armenii: 1/4 finału (1992)